# 科娅
科娅，又译科雅、柯雅，是印加帝国君主（萨帕·印卡）的正式配偶的称谓，相当于其他君主制国家的皇后或王后。
印加帝国的制度允许君主实行一夫多妻制，但对各种妻子或妾室与官方指定的“科娅”做出了明确的区分。“科娅”通常来自印加王族，在新任君主加冕时成为其配偶。“萨帕·印卡”象征太阳，“科娅”则象征月亮。